# Liste des dirigeants actuels des provinces cubaines
 (novembre 2018).
Si vous disposez d'ouvrages ou d'articles de référence ou si vous connaissez des sites web de qualité traitant du thème abordé ici, merci de compléter l'article en donnant les références utiles à sa vérifiabilité et en les liant à la section « Notes et références ».
 (août 2023).
Cette page dresse la liste des dirigeants actuels des 16 provinces de Cuba (15 provinces de droit commun et la municipalité spéciale de l’Île-de-la-Jeunesse). Le 1er janvier 2011, les provinces d’Artemisa et de Mayabeque ont succédé à la province de La Havane et la province de la ville de La Havane a repris le nom de « province de La Havane ». Les provinces sont dirigées par le premier secrétaire du comité provincial du Parti communiste cubain (désigné ci-dessous comme le « premier secrétaire du PCC ») et par le président de l’Assemblée provinciale du pouvoir populaire (désigné ci-dessous comme le « président de l’Assemblée provinciale »).

## Dirigeants
| Province           | Statut                                       | Nom                                           | Depuis (le)    |
| ------------------ | -------------------------------------------- | --------------------------------------------- | -------------- |
| Artemisa           | Premier secrétaire du PCC                    | Ulises Guilarte de Nacimiento                 | ...            |
| Artemisa           | Président de l’Assemblée provinciale         | Juan Miguel Domínguez Miranda                 | 2012           |
| Camagüey           | Premier secrétaire du PCC                    | Julio César García Rodríguez                  | ...            |
| Camagüey           | Président de l’Assemblée provinciale         | Isabel González Cárdenas                      | 2013           |
| Ciego de Ávila     | Premier secrétaire du PCC                    |                                               | ...            |
| Ciego de Ávila     | Président de l’Assemblée provinciale         | Raúl Pérez Carmenate                          | 2012           |
| Cienfuegos         | Premier secrétaire du PCC                    | José Ramón Monteagudo Ruiz                    | ...            |
| Cienfuegos         | Président de l’Assemblée provinciale         | Mairelys Pernía Cordero                       | 2011           |
| Granma             | Premier secrétaire du PCC                    | Luis Rafael Virelles Barreda[réf. nécessaire] | ...            |
| Granma             | Président de l’Assemblée provinciale         | Manuel Santiago Sobrino                       | 2011           |
| Guantanamo         | Premier secrétaire du PCC                    | Luis Antonio Torres Iribar                    | ...            |
| Guantanamo         | Président de l’Assemblée provinciale         | Nancy Acosta Hernández                        | 2012           |
| La Havane          | Premier secrétaire du PCC                    | Lázara Mercedes López Acea                    | Septembre 2009 |
| La Havane          | Président de l’Assemblée provinciale (maire) | Marta Hernández Romero                        | 2011           |
| Holguín            | Premier secrétaire du PCC                    |                                               | Avril 2009     |
| Holguín            | Président de l’Assemblée provinciale         |                                               |                |
| Île-de-la-Jeunesse | Premier secrétaire du PCC                    |                                               | ...            |
| Île-de-la-Jeunesse | Président de l’Assemblée provinciale         |                                               | .../2009       |
| Las Tunas          | Premier secrétaire du PCC                    |                                               | Avril 2009     |
| Las Tunas          | Président de l’Assemblée provinciale         |                                               | 2010           |
| Matanzas           | Premier secrétaire du PCC                    |                                               | ...            |
| Matanzas           | Président de l’Assemblée provinciale         | Tania León Silveira                           | 2011           |
| Mayabeque          | Premier secrétaire du PCC                    | Juan Miguel García Díaz                       | ...            |
| Mayabeque          | Président de l’Assemblée provinciale         | Tamara Valido Benítez                         | 2011           |
| Pinar del Río      | Premier secrétaire du PCC                    | Gladys Martínez Verdecia                      | ...            |
| Pinar del Río      | Président de l’Assemblée provinciale         | Yolanda Ferrer Gómez                          | 2016           |
| Sancti Spíritus    | Premier secrétaire du PCC                    | Miguel Acevo Cortiña                          | ...            |
| Sancti Spíritus    | Président de l’Assemblée provinciale         | Teresita Romero Rodríguez                     | 2011           |
| Santiago de Cuba   | Premier secrétaire du PCC                    | Lázaro Expósito Canto                         | Avril 2009     |
| Santiago de Cuba   | Président de l’Assemblée provinciale         | Reynaldo García Zapata                        | 2011           |
| Villa Clara        | Premier secrétaire du PCC                    |                                               | ...            |
| Villa Clara        | Président de l’Assemblée provinciale         | Jorgelina Pestana Mederos                     | 2011           |